# Idéalisation (psychanalyse)
En psychanalyse, l'idéalisation est un mécanisme de défense qui consiste à remplacer ce qui fait souffrir par une croyance déformée, facile à contrôler.
Il existe une idéalisation positive qui présente à soi-même comme aux autres une vision améliorée de la réalité, et une idéalisation négative qui se focalise sur les défauts, les exagère ou même les invente.
L'identification à l'objet idéalisé contribue à la formation et à l'enrichissement des instances que sont le Moi idéal et l'idéal du Moi. Pour les kleiniens, l'idéalisation est en lien avec l'envie dont elle est l'opposé, voire le pendant.